# História da Divisão Texas Ranger

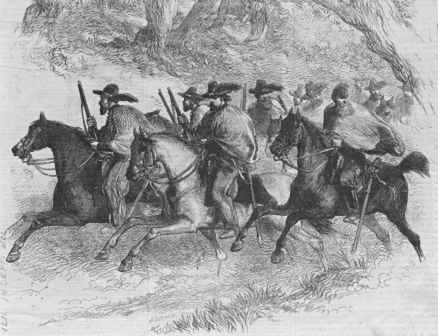
Desenho anônimo de um grupo de
Texas Rangers cerca de 1845

As raízes da atual Texas Ranger Division, remontam aos primeiros dias do estabelecimento do que se conhece hoje como Estado do Texas, quando ele fazia parte da [de Coahuila y Tejas] pertencente ao recém independente país do México. As características peculiares adotadas pelos Rangers durante os anos iniciais de formação, que deu à Divisão Texas Rangers suas características atuais, com a natureza dos deveres dos Rangers, que era a de defender uma pouco populosa fronteira, contra hostilidades prolongadas, primeiro com as tribos dos Índios das Planícies, e depois com as hostilidades da Revolução do Texas com o México.

## Texas Rangers famosos

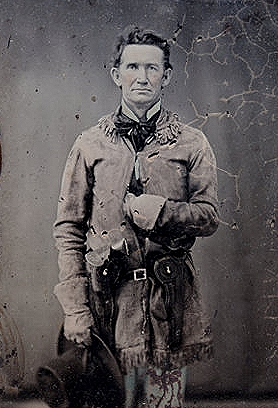
John Salmon "Rip" Ford
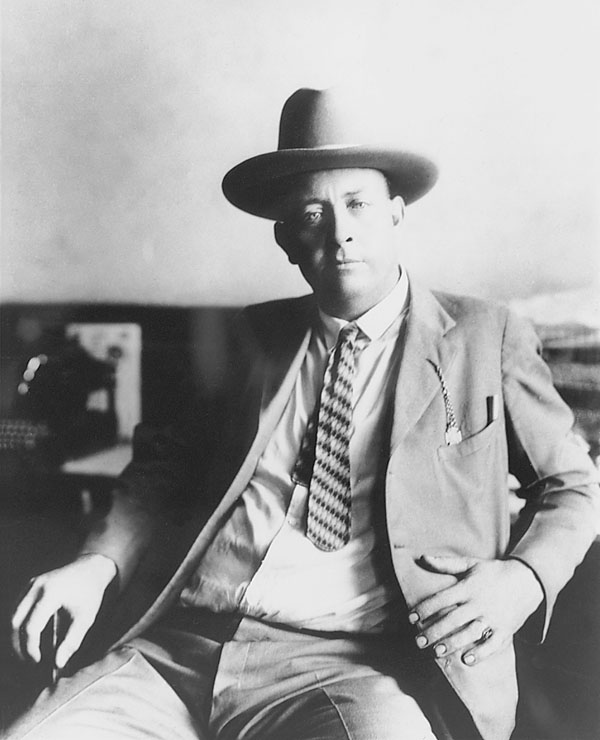
Frank Hamer
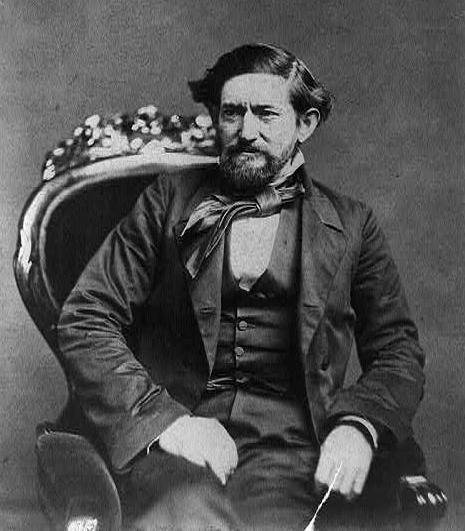
John Coffee "Jack" Hays
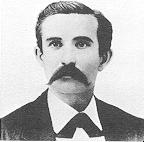
John B. Jones
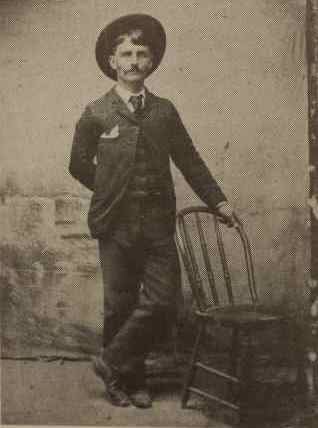
Robert Kinghorn
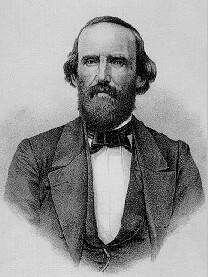
Benjamin McCulloch
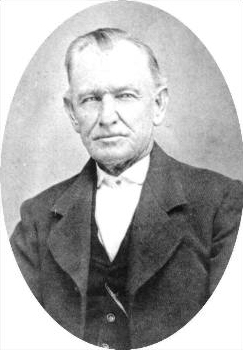
Henry Eustace McCulloch
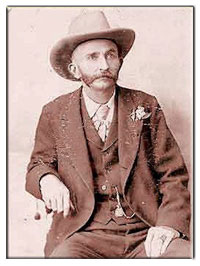
Bill McDonald
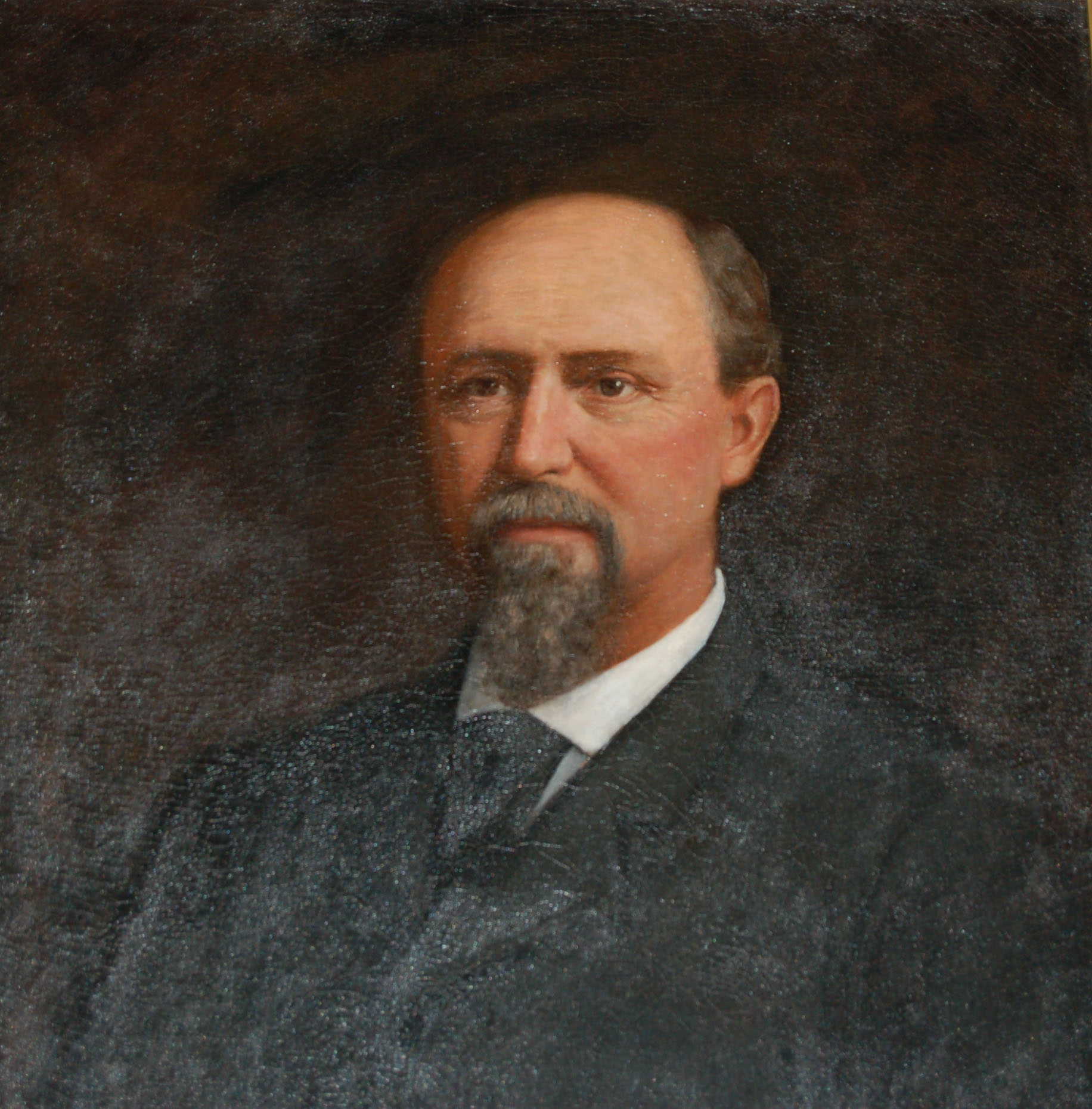
Lawrence Sullivan "Sul" Ross
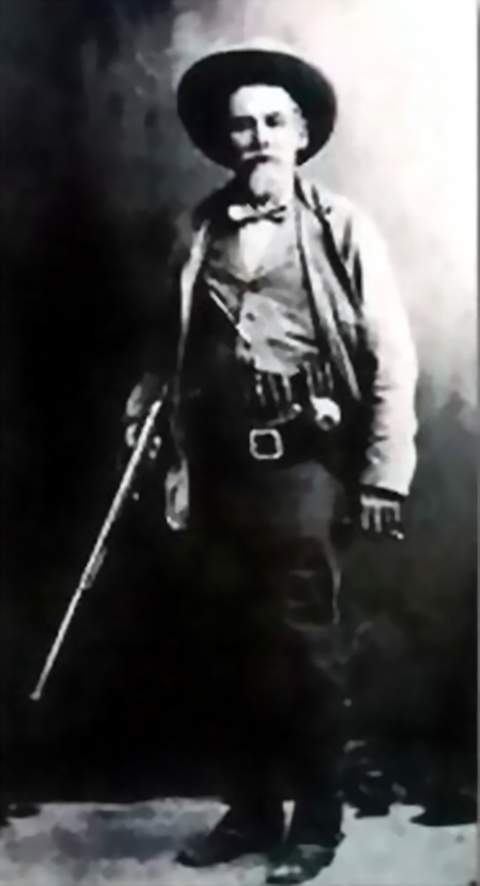
John Horton "Texas John" Slaughter
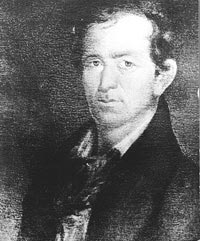
Erastus "Deaf" Smith
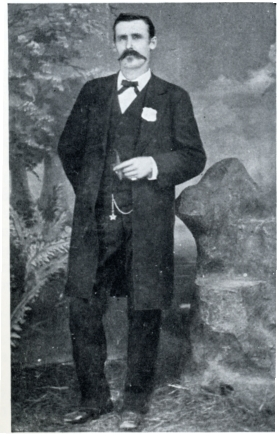
Dallas Stoudenmire
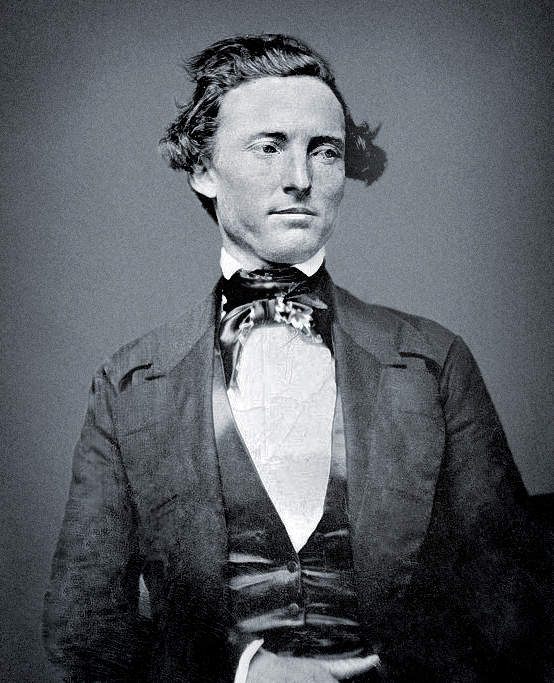
Samuel Hamilton Walker
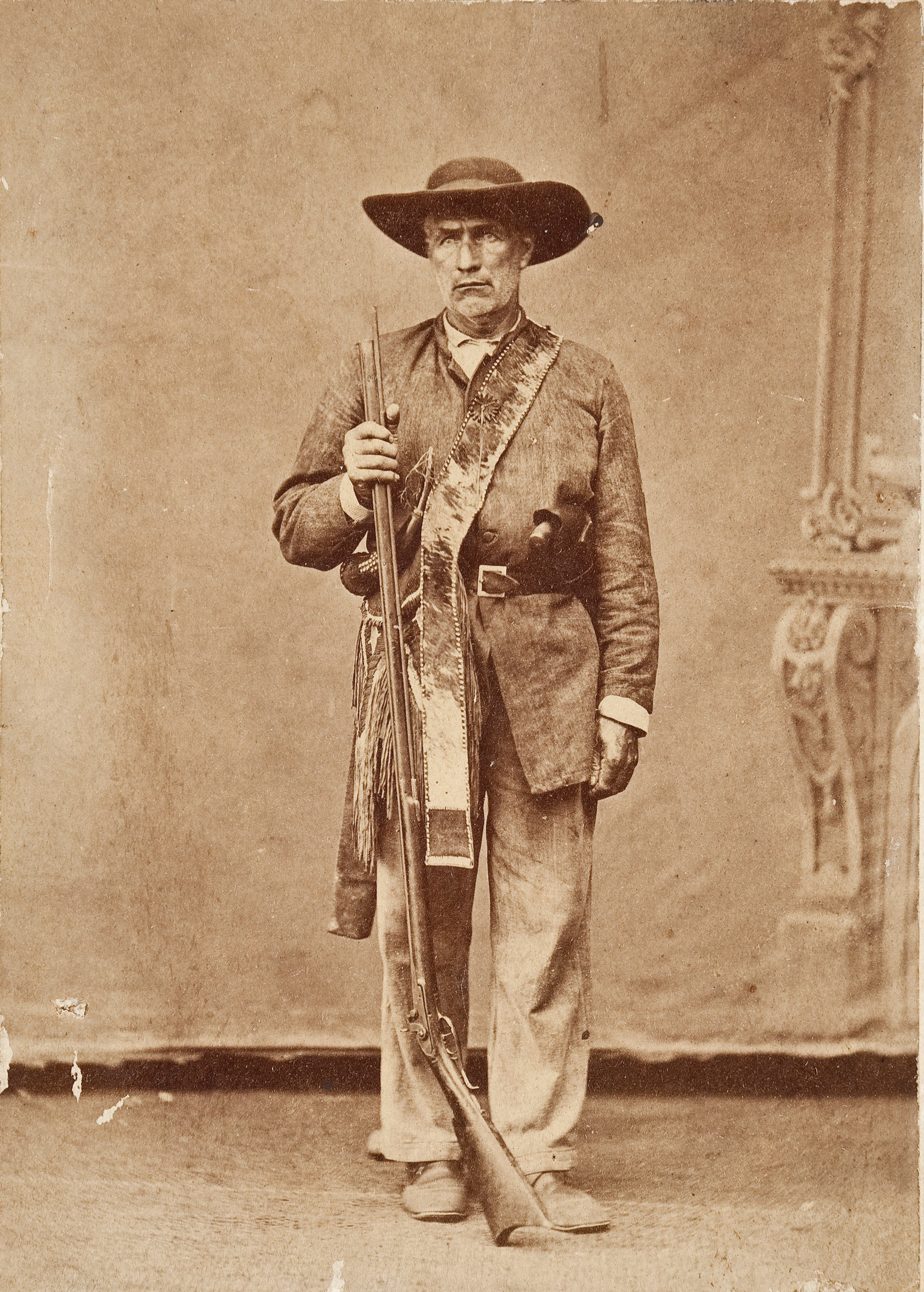
William A. A. "Bigfoot" Wallace